# Santa Marcela
Santa Marcela ist eine philippinische Stadtgemeinde in der Provinz Apayao. Sie hat 13.613 Einwohner (Zensus 1. August 2015).
Santa Marcela und Pudtol waren ursprünglich Ortsteile von Luna, bevor sie selbstständige Stadtgemeinden wurden.

## Baranggays
Santa Marcela ist politisch unterteilt in 13 Baranggays.
- Barocboc
- Consuelo
- Imelda (Sipa Annex)
- Malekkeg
- Marcela (Pob.)
- Nueva
- Panay
- San Antonio
- Sipa Proper
- Emiliana
- San Carlos
- San Juan
- San Mariano